# Sumter (Dél-Karolina)
Sumter város az USA Dél-Karolina államában. Lakosainak száma 43 463 fő (2020. április 1.).

## Népesség
A település népességének változása:

| 2010 | 40 524 |
| 2020 | 43 463 |